# Marathon megye
Marathon megye az Amerikai Egyesült Államokban, azon belül Wisconsin államban található. Megyeszékhelye és legnagyobb városa Wausau. Lakosainak száma 166 428 fő (2020. április 1.). Marathon megye Lincoln, Langlade, Shawano, Waupaca, Portage, Wood, Clark és Taylor megyékkel határos.

## Népesség
A megye népességének változása:
| Lakosok száma | 134 065 | 134 529 | 134 681 | 135 416 | 135 868 | 166 428 |
|               | 2010    | 2011    | 2012    | 2013    | 2015    | 2020    |